# El esposo de Anaís
El esposo de Anaís es una telenovela venezolana realizada y transmitida por la cadena RCTV en el año 1980. Fue escrita por Pilar Romero, Fausto Verdial y José Simón Escalona y protagonizada por Mayra Alejandra y Miguelángel Landa.

## Sinopsis
Anaís, hija de uno de los líderes de la mafia, es obligada por su padre Moisés a casarse con un hombre con el fin de rescatar algunos importantes documentos que lo incriminan. El día de la boda su novio Leonardo, involucrado en asuntos oscuros, es secuestrado por el clan rival. Obligado por Moisés, asume su identidad el hermano gemelo de Leonardo, Rubén, un buen hombre - idéntico a él en el físico pero con una personalidad diametralmente opuesta - , que se casa con Anaís sin que esta sepa del intercambio de identidad. La joven, que odiaba a Leonardo, termina enamorándose de Rubén.

## Elenco
- Mayra Alejandra ... Anaís Olivieri
- Miguelángel Landa ... Leonardo Hidalgo / Rubén Cedeño
- Julio Alcázar
- Maria Conchita Alonso ... Vanessa
- América Barrio
- Dolores Beltrán
- Julio Bernal
- Rafael Briceño
- Luis Calderón ... Don Esteban
- Raquel Castaños ... Andreína Olivieri
- Grecia Colmenares ... Manuela
- Víctor Cuica
- Liliana Durán ... Ángela de Olivieri
- Germán Freytes
- Chony Fuentes
- Zulay García
- Mauricio González
- Renato Gutiérrez
- Yalitza Hernández
- Hazel Leal
- Julio Mujíca
- Carlos Márquez ... Moisés Olivieri
- Tania Sarabia
- Edgar Serrano ... Leonardito
- Virginia Vera
- Javier Vidal ... Gianpiero Olivieri
- Henry Zakka